# Serenus von Aquileia
Serenus (* Mitte 7. Jahrhundert; † nach 723) war ab etwa 715 bis zu seinem Tod Patriarch von Aquileia.
Über seine Herkunft ist nichts bekannt. Nach Paulus Diaconus folgte er im Amt des Patriarchen seinem Vorgänger Petrus. Folgt man dem Chronisten, so war er ein „vir simplicite praeditus et ad Christi servitium pronus“, ein ‚ganz von Einfachheit erfüllter Mann, dem Dienst an Christus geneigt‘. Diese Allgemeinplätze gaben Anlass zur Annahme, dass Paulus Diaconus keinerlei Dokument über ihn vorgelegen hat. 
Wie aus einem Brief Papst Gregors II. vom 1. Dezember 723 hervorgeht – durch den wir das meiste über Serenus erfahren –, so hatte derselbe Papst ihm das Pallium im Jahr 715 übersandt. In diesem Brief ermahnte ihn der Papst, dem zu Ohren gekommen war, dass Serenus dem Patriarchen von Grado seine Rechte streitig machte, dies zu unterlassen und sich mit den erworbenen Rechten zufriedenzugeben. Auch sollte er es unterlassen, die Rechte seines Patriarchats im gesamten einstigen Territorium zurückzufordern, und dabei auf das Gebiet der Langobarden auszugreifen. Vor dem Hintergrund der Katholisierung des langobardischen Königshauses, das zuvor dem Arianismus angehangen hatte, und dem langen Schisma im Nordosten Italiens (Dreikapitelstreit), sind die ungewöhnlichen Ermahnungen einzuordnen. 
Der Streit zwischen Aquileia und Grado setzte sich fort, denn Grado hatte sich kirchenrechtlich von Aquileia unabhängig gemacht, was letzteres über Jahrhunderte nicht akzeptierte. Hinter Grado stand wiederum Venedig, das nicht hinnehmen wollte, dass ein Patriarch, der zugleich Reichsfürst war, Zugriff auf Suffraganbischöfe auf venezianischem Gebiet erlangte.